# Mistrzostwa Europy w Łyżwiarstwie Szybkim na Dystansach 2022
3. Mistrzostwa Europy w Łyżwiarstwie Szybkim na Dystansach 2022 – zawody w łyżwiarstwie szybkim, które odbyły się w dniach 7–9 stycznia 2022 r. w holenderskim mieście Heerenveen w hali Thialf. Rozegranych zostało po siedem konkurencji dla kobiet i mężczyzn.

## Klasyfikacja medalowa
| Pozycja | Reprezentacja | Złoto | Srebro | Brąz | Razem |
| 1.      | Holandia      | 11    | 8      | 2    | 21    |
| 2.      | Polska        | 2     | 0      | 1    | 3     |
| 3.      | Belgia        | 1     | 0      | 0    | 1     |
| 4.      | Norwegia      | 0     | 3      | 3    | 6     |
| 5.      | Rosja         | 0     | 1      | 5    | 6     |
| 6.      | Białoruś      | 0     | 1      | 0    | 1     |
| 6.      | Szwajcaria    | 0     | 1      | 1    | 1     |
| 8.      | Włochy        | 0     | 0      | 1    | 1     |

## Medale
| Konkurencja      | Złoto                                                       | Srebro                                                                          | Brąz                                                                    |
| Kobiety          |                                                             |                                                                                 |                                                                         |
| 500 metrów       | Femke Kok                                                   | Angielina Golikowa                                                              | Darja Kaczanowa                                                         |
| 1000 metrów      | Jutta Leerdam                                               | Femke Kok                                                                       | Darja Kaczanowa                                                         |
| 1500 metrów      | Antoinette de Jong                                          | Ireen Wüst                                                                      | Francesca Lollobrigida                                                  |
| 3000 metrów      | Irene Schouten                                              | Antoinette de Jong                                                              | Francesca Lollobrigida                                                  |
| Start masowy     | Irene Schouten                                              | Marijke Groenewoud                                                              | Jelizawieta Gołubiewa                                                   |
| Bieg drużynowy   | Holandia · Ireen Wüst · Antoinette de Jong · Irene Schouten | Norwegia · Marit Fjellanger Bøhm · Ragne Wiklund · Sofie Karoline Haugen        | Rosja · Jelizawieta Gołubiewa · Natalja Woronina · Jewgienija Łalenkowa |
| Sprint drużynowy | Polska · Andżelika Wójcik · Kaja Ziomek · Karolina Bosiek   | Białoruś · Jauhienija Warabiowa · Hanna Nifantawa · Jekatierina Słojewa         | Norwegia · Julie Nistad Samsonsen · Martine Ripsrud · Ane By Farstad    |
| Mężczyźni        |                                                             |                                                                                 |                                                                         |
| 500 metrów       | Piotr Michalski                                             | Merijn Scheperkamp                                                              | Dai Dai Ntab                                                            |
| 1000 metrów      | Thomas Krol                                                 | Kjeld Nuis                                                                      | Kai Verbij                                                              |
| 1500 metrów      | Kjeld Nuis                                                  | Thomas Krol                                                                     | Allan Dahl Johansson                                                    |
| 5000 metrów      | Patrick Roest                                               | Jorrit Bergsma                                                                  | Hallgeir Engebråten                                                     |
| Start masowy     | Bart Swings                                                 | Livio Wenger                                                                    | Rusłan Zacharow                                                         |
| Bieg drużynowy   | Holandia · Sven Kramer · Marcel Bosker · Patrick Roest      | Norwegia · Allan Dahl Johansson · Hallgeir Engebråten · Sverre Lunde Pedersen   | Włochy · Andrea Giovannini · Davide Ghiotto · Michele Malfatti          |
| Sprint drużynowy | Holandia · Merijn Scheperkamp · Kai Verbij · Tijmen Snel    | Norwegia · Bjørn Magnussen · Henrik Fagerli Rukke · Håvard Holmefjord Lorentzen | Polska · Marek Kania · Damian Żurek · Piotr Michalski                   |